# Ferrovia Brescia-Parma
La ferrovia Brescia-Parma è una linea ferroviaria italiana che collega la città di Brescia a quella di Parma, attraversando parte della pianura padana.
Il tratto da Brescia a San Zeno è utilizzato anche dalla ferrovia Brescia-Cremona, mentre nei pressi di Parma si innesta la linea regionale Parma–Suzzara.

## Storia
| Cronologia delle aperture | Cronologia delle aperture | Cronologia delle aperture |
| Tratta                    | Lunghezza                 | Inaugurazione             |
| ------------------------- | ------------------------- | ------------------------- |
| Colorno-Parma             | 15 km                     | 2 giugno 1884             |
| Piadena-Casalmaggiore     | 16 km                     | 6 ottobre 1884            |
| Brescia-Iseo              | 24 km                     | 21 giugno 1885            |
| Mezzani-Colorno           | 5 km                      | 1º dicembre 1886          |
| Casalmaggiore-Mezzani     | 4 km                      | 23 maggio 1887            |
| San Zeno-Piadena          | 45 km                     | 1º agosto 1893            |

La storia della costruzione della ferrovia si intreccia con quella della Brescia-Iseo. Il 15 gennaio 1875 il consiglio provinciale di Brescia stanziò dei finanziamenti per tre progetti ferroviari che riguardassero la Provincia: la Brescia-Trento, la Brescia-Iseo e la Brescia-Parma. Il 15 maggio 1876, il ministro delle Finanze e quello dei Lavori pubblici stipularono una convenzione con l'ingegnere Mantegazza e la Banca Popolare di Alessandria per la concessione relativa alla costruzione e all'esercizio delle tre linee ferroviarie. Nel settembre 1877, la concessione decadde, dato che il concessionario non aveva rispettato il termine ultimo per il versamento di quanto pattuito per ottenerla.
Grazie alla legge del 29 luglio 1879, n. 5002, che stanziava fondi alle provincie per la costruzione di nuove linee ferroviarie secondarie, il progetto di una ferrovia Parma-Brescia-Iseo, considerato di terza categoria, poté essere ripreso e finanziato. La concessione per la costruzione e l'esercizio fu ottenuta dalle province interessate dalla linea – ovvero quelle di Parma, di Brescia, di Mantova e di Cremona – che vi contribuirono finanziariamente in proporzione del chilometraggio interessato sui loro territori. Sulla base delle esigenze di ogni ente provinciale, la ferrovia fu completata in tempi successivi. Il tratto fra Parma e Colorno fu il primo a essere aperto, il 2 giugno 1884, seguito dal tronco Piadena-Casalmaggiore, il 6 ottobre, e dal Brescia-Iseo, il 21 giugno dell'anno seguente.
I tronchi di linea aperti furono eserciti dalla Società per le Ferrovie dell'Alta Italia (SFAI) fino al 1º luglio 1885, quando entrarono nella Rete Adriatica e passarono in gestione alla Società Italiana per le strade ferrate meridionali.
Il proseguimento da Colorno fino al ponte sul Po, presso la fermata di Mezzani-Rondani, fu aperto il 1º dicembre 1886. Per il completamento del tratto mancante tra Mezzani e Casalmaggiore si dovette attendere la conclusione dei lavori di costruzione del ponte ferroviario, opera delle Officine Savigliano. Il 14 maggio 1887 si svolse la visita di ricognizione che diede esito positivo, quindi il ponte fu inaugurato il 23 maggio 1887 con una corsa speciale Cremona-Piadena-Casalmaggiore.
Il 1º agosto 1893 fu aperta la tratta San Zeno-Piadena, lunga 45,7 km, che completò la linea. Durante i primi mesi d'esercizio, si verificarono problemi nell'assestamento della massicciata fra Asola e Piadena che causarono rallentamenti e ritardi.
La Rete Adriatica gestì la ferrovia fino al 1905, quando, con la statizzazione delle ferrovie, passò alle Ferrovie dello Stato (FS). A seguito di un accordo tra quest'ultima e la SNFT, a partire dal 1º agosto 1907 l'esercizio della Brescia-Iseo fu passato alla società romana. L'esercizio delle FS comportò un aumento delle coppie di corse al giorno che passarono da tre a cinque. Risultarono invece fallimentari i tentativi delle Camere di Commercio di Brescia, di Cremona e di Mantova di introdurre il servizio economico sulla linea che avrebbe comportato una riduzione delle tariffe per i passeggeri e le merci.
Negli anni Trenta, il servizio veniva espletato da treni a materiale ordinario trainate da locomotive a vapore dei gruppi 875 e 880.
Il servizio ferroviario fu interrotto nel 1944 a causa dei danni provocati dai bombardamenti della seconda guerra mondiale sui ponti dei fiumi Oglio, a Canneto, e Po, a Casalmaggiore. Fu parzialmente riattivato nell'ottobre 1945, tra la stazione di Brescia e quella di Casalmaggiore, dopo la riapertura del ponte sul primo fiume, mentre il transito su quello sul Po fu consentito a partire dall'11 agosto 1946.
Il 1º novembre 1951 fu introdotta la trazione Diesel con l'impiego di automotrici ALn 56 e di ALn 556 che si alternavano a treni con materiale ordinario trainato da locomotive a vapore del Gruppo 625, per il servizio passeggeri, e dei gruppi 740 e 743, per quello merci.
La trazione a vapore fu abbandonata con l'introduzione dell'orario ferroviario 1976-77: le locomotive furono sostituite dalle D.343 e D.345, mentre le automotrici ALn 668 e ALn 773 sostituirono progressivamente le ALn 56 e le ALn 556.
Tra la seconda metà del 1985 e il 1987, la linea fu interessata da un rinnovo completo dell'armamento, impiegando le rotaie da 60 kg/m, mentre il segnalamento fu rinnovato solo nel biennio 1995/96, con l'installazione dei segnali luminosi, lungo la linea, e dei banchi ACEI nelle stazioni abilitate agli incroci.
A cavallo tra gli anni Novanta del Novecento e il primo decennio del XXI secolo, sulla linea circolavano composizioni di materiale leggero di Trenitalia prevalentemente automotrici ALn 668 serie 1000, 1200, 1800 e 3100, e carrozze MDVC con D.445.
In quegli anni, la linea fu interessata da alcuni lavori che introdussero progressivamente il Sistema di supporto alla condotta (SSC) e il Dirigente Centrale Operativo (DCO) in sostituzione al regime di Dirigenza Locale. Il primo fu attivato sul tronco Brescia-Torrile il 29 febbraio 2008, poi esteso sul Torrile-Parma nel dicembre dell'anno seguente. Il sistema d'esercizio con DCO fu invece attivato sulla San Zeno-Piadena il 14 dicembre 2008, quindi sulla Piadena-Torrile il 28 giugno dell'anno successivo e sui due tronchi restanti il 13 dicembre del medesimo anno. Inizialmente, il posto centrale del DCO ebbe sede presso la stazione di Cremona per poi essere trasferito a Milano Lambrate il 13 gennaio 2013.
Fra il 2004 e il 2009, la ferrovia fu interrotta nella tratta meridionale Torrile-Parma per la presenza dei cantieri di costruzione della ferrovia ad alta velocità Milano-Bologna. Il servizio passeggeri riprese regolarmente, così come quello merci diretto a Torrile-San Polo, il 13 dicembre 2009. Pochi mesi dopo, come per le altre linee ferroviarie della Lombardia, la gestione del servizio passeggeri fu affidata a Trenord.
Nel decennio seguente, la linea fu criticata per le sue condizioni e per essere la ferrovia lombarda col più basso indice di affidabilità. L'amministrazione regionale decise di rinnovare il materiale rotabile acquistando dalla Stadler nuovi autotreni: gli ATR 803, detti "Colleoni", convogli ibridi con due motori Diesel e due batterie di trazione.
Nell'estate del 2016 e in quella del 2019, Rete Ferroviaria Italiana (RFI) effettuò dei lavori di consolidamento del ponte sul fiume Po, sospendendo il servizio passeggeri e merci tra le stazioni di Casalmaggiore e Parma. Dall'8 dicembre 2018 alcuni treni tra Brescia e Piadena furono sostituiti da autocorse.
Tra il 17 luglio e il 28 agosto 2022, il servizio ferroviario fu soppresso sull'intera linea per consentire alcuni lavori di rinnovo dell'armamento. Conclusi i lavori, nel settembre Trenord introdusse le prime unità dei nuovi "Colleoni" sulla linea, ma alcuni problemi tecnici costrinsero l'azienda a sospenderne l'impiego dopo le prime settimane d'esercizio. Gli ATR 803 ripresero servizio dopo una settimana, con la presenza di una squadra di tecnici per risolvere eventuali malfunzionamenti, ma nella seconda metà di ottobre Trenord decise di sospendere nuovamente il loro impiego.
Nel corso del 2023 migliorò l'affidabilità dei nuovi autotreni che sostituirono progressivamente le ALn 668. Il nuovo materiale consentì inoltre di ripristinare l'orario cadenzato a partire dal 28 agosto e fu impiegato su tutte le corse a partire da settembre. Nel biennio 2023-24 fu introdotto il Sistema Controllo Marcia Treno (SCMT), in sostituzione del SSC: il 23 luglio 2023 fra Piadena e Parma, l'11 novembre tra le stazioni di Visano e Piadena e il 6 aprile dell'anno seguente tra Visano e San Zeno-Folzano.

## Caratteristiche
| Unknown route-map component "CONTgq" | Unknown route-map component "STR+r" |  |

|  | Unknown route-map component "ABZg+l" | Unknown route-map component "CONTfq" |

| Station on track |

|  | Unknown route-map component "ABZgl+xl" | Unknown route-map component "CONTfq" |

| Unknown route-map component "eBST" |

| Unknown route-map component "SKRZ-Au" |

| Station on track |

| 33+704 |
| 85+481 |

| Unknown route-map component "CONTgq" | Unknown route-map component "ABZgr" |  |

| Unknown route-map component "eHST" |

| Unknown route-map component "SKRZ-Au" |

| Unknown route-map component "SKRZ-Au" |

| Unknown route-map component "exCONTgq" | Unknown route-map component "eABZg+r" |  |

| Station on track |

| Station on track |

| Station on track |

| Unknown route-map component "HSTeBHF" |

| Station on track |

| Station on track |

| Unknown route-map component "HSTeBHF" |

| Station on track |

| Unknown route-map component "uexCONTgq" | Unknown route-map component "emKRZo" | Unknown route-map component "uexCONTfq" |

| Station on track |

| Unknown route-map component "hKRZWae" |

| Unknown route-map component "CONTgq" | Unknown route-map component "ABZg+r" |  |

| Station on track |

|  | Unknown route-map component "ABZgl" | Unknown route-map component "CONTfq" |

| Unknown route-map component "uexCONTgq" | Unknown route-map component "uexSTR+r" | Straight track |  |  |

|  | Unknown route-map component "uexKBSTe" | Station on track |  |  |

|  | Unknown route-map component "uexKBSTa" | Station on track |  |  |

| Unknown route-map component "uexCONTgq" | Unknown route-map component "uexSTRr" | Straight track |  |  |

| Unknown route-map component "uexCONTgq" | Unknown route-map component "emKRZo" | Unknown route-map component "uexCONTfq" |

| Unknown route-map component "hKRZWae+GRZq" |

| Stop on track |

| Small bridge over water |

| Station on track |

| Station on track |

| Unknown route-map component "CONTgq" | Unknown route-map component "KRZu" | Unknown route-map component "CONTfq" |

| Unknown route-map component "SKRZ-Au" |

|  | Unknown route-map component "ABZg+l" | Unknown route-map component "CONTfq" |

|  | Unknown route-map component "ABZg+l" | Unknown route-map component "CONTfq" |

| Station on track |

|  | Unknown route-map component "ABZgl" | Unknown route-map component "CONTfq" |

| Unknown route-map component "CONTgq" | One way rightward |  |

La linea è gestita da Rete Ferroviaria Italiana che la qualifica come complementare. È una ferrovia a binario semplice, non elettrificata, lunga circa 92 chilometri. Lo scartamento adottato è quello ordinario da 1435 mm.
L'esercizio è affidato al DCO con sede a Milano Greco Pirelli con regime di Blocco Conta Assi.
Su tutta la linea è attivo il Sistema Controllo Marcia Treno (SCMT).

### Percorso
La ferrovia si svolge completamente in pianura ed è a semplice binario, a eccezione del tratto in comune con l'interconnessione di Parma Est.
Partendo dalla stazione di Brescia, la linea ferroviaria percorre il medesimo binario della Brescia-Cremona fino alla stazione di San Zeno-Folzano, presso la quale avviene la biforcazione tra le due linee.
La ferrovia piega quindi verso sud-est per raggiungere dapprima la stazione di Montirone, sede di un raccordo dismesso con la locale ferriera, e successivamente gli impianti di Ghedi, Viadana Bresciana, con altrettante stazioni, e la stazione trasformata in fermata di Calvisano.
Dopo Visano, mantenendosi poi sulla riva destra del fiume Chiese, la linea passa nei pressi degli abitati delle due frazioni di Remedello, con la stazione di Remedello Sopra e la fermata di Remedello Sotto, anch'essa già stazione e quindi nei quartieri occidentali di Asola, nel mantovano, servita anch'essa da una stazione; presso quest'ultima fra il 1927 e il 1955 Isola Dovarese osservava coincidenza la tranvia Cremona-Asola, gestita in ultimo dalla società Tramvie Provinciali Cremonesi. Da quest'impianto la linea s'indirizza verso sud-ovest per toccare la stazione di Canneto sull'Oglio, il cui scalo merci era in passato utilizzato per inoltrare sui mercati nazionali la locale produzione di giocattoli e, dopo aver attraversato il fiume Oglio, Piadena. 
Per entrare e uscire dalla stazione di Piadena, concepita e costruita a servizio della Cremona-Mantova e dunque in comune con la stessa, la ferrovia effettua una duplice curva, per proseguire in direzione sud nella parte orientale della provincia di Cremona verso San Giovanni in Croce. Fra il 1888 e il 1928, all'esterno del piazzale della stazione di questo paese era presente un binario di scalo della tranvia proveniente da Ca' de Soresini, gestita in ultimo dalla società Tramvie Provinciali Cremonesi.
Presso la stazione successiva, Casalmaggiore, è attivo uno scalo merci. Dopo aver passato tale cittadina, la linea si dirige verso sud-ovest per attraversare trasversalmente il fiume Po ed entrare nella provincia parmense. Dopo la fermata di Mezzani-Rondani, la ferrovia riprende il percorso in direzione sud per raggiungere la stazione di Colorno e in seguito quella di Torrile-San Polo; anche tale impianto è caratterizzato per un significativo traffico merci costituito da autovetture nuove.
Dopo una tratta che interseca la viabilità stradale con sette passaggi a livello, il binario si innesta sull'interconnessione di Parma Est che collega la linea ad alta velocità Milano-Bologna a quella Tradizionale.

## Traffico

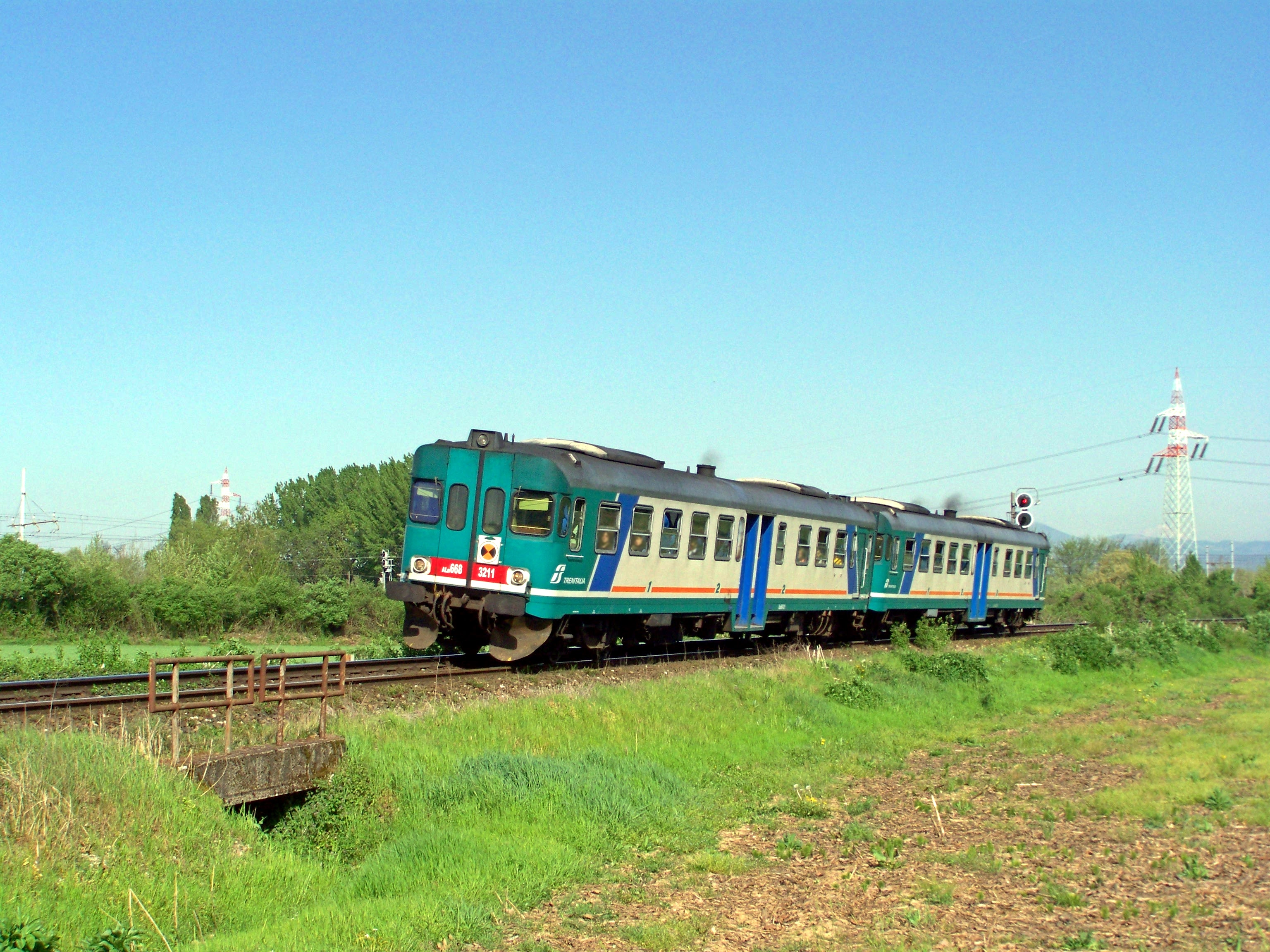
Coppia di ALn 668 in servizio sulla linea

Il movimento passeggeri è gestito da Trenord ed è servito da treni regionali, a cadenza oraria, sull'intera linea. Sono impiegati gli ATR 803 "Colleoni".
La linea è inoltre interessata da diverse relazioni merci facenti capo a Bozzolo (riparazioni ferroviarie) e Torrile-San Polo (trasporto di autoveicoli). I traffici di materiali ferrosi diretti su Casalmaggiore, attivi fino al 2013, a partire dall'anno successivo sono stati dirottati su Piadena in conseguenza dell'apertura del centro logistico privato di Piadena in cui la Trasporti Pesanti, azienda precedentemente basata a Casalmaggiore in un'area di 70.000 m² realizzata nel 1995, trasferì la propria sede. Traffici di tipo sporadico possono comunque essere riattivati.